# Aspergillus cervinus
Aspergillus cervinus är en svampart som beskrevs av Massee 1914. Aspergillus cervinus ingår i släktet Aspergillus och familjen Trichocomaceae.   Inga underarter finns listade i Catalogue of Life.